# Nyceryx hyposticta
Espèce
Nyceryx hyposticta est une espèce d'insectes lépidoptères (papillons) qui appartient à la famille des Sphingidae, sous-famille des Macroglossinae, à la tribu des Dilophonotini, sous-tribu des Dilophonotina, et au genre Nyceryx.  

## Description
Il s’agit de la plus grande espèce du genre Nyceryx et se distingue par les taches semi-transparentes de la moitié distale de l’aile antérieure et par la partie supérieure rose postérieure de l’aile postérieure avec trois bandes noires transversales. Il y a de nombreuses taches jaunes apparentes sur la moitié basale du dessous de l’arrière. La couleur de fond de la partie supérieure de l'aile postérieure est rose, avec trois bandes noires transversales.

## Biologie
Les papillons volent toute l'année et ont été signalés de février à mai en Bolivie, en novembre au Pérou et en octobre en Équateur.

## Répartition
Nyceryx hyposticta, vole dans les plaines tropicales et subtropicales
L'espèce est connue en Colombie, au Venezuela, en Équateur, au Pérou et en Bolivie.

## Systématique
- L'espèce Nyceryx hyposticta a été décrite par l'entomologiste autrichien Rudolf Felder, en 1874, sous le nom initial de Ambulyx hyposticta[1].

### Synonymie
- Ambulyx hyposticta R. Felder, 1874 Protonyme
- Nyceryx vega Boisduval, 1875